# Contea di Lee (Virginia)
La contea di Lee (in inglese Lee County) è una contea dello Stato della Virginia, negli Stati Uniti d'America. La popolazione al censimento del 2000 era di 23 589 abitanti. Il capoluogo di contea è Jonesville.